# André Lurçat
André Lurçat (Bruyères, 27 agosto 1894 – Parigi, 11 luglio 1970) è stato un architetto e designer francese.

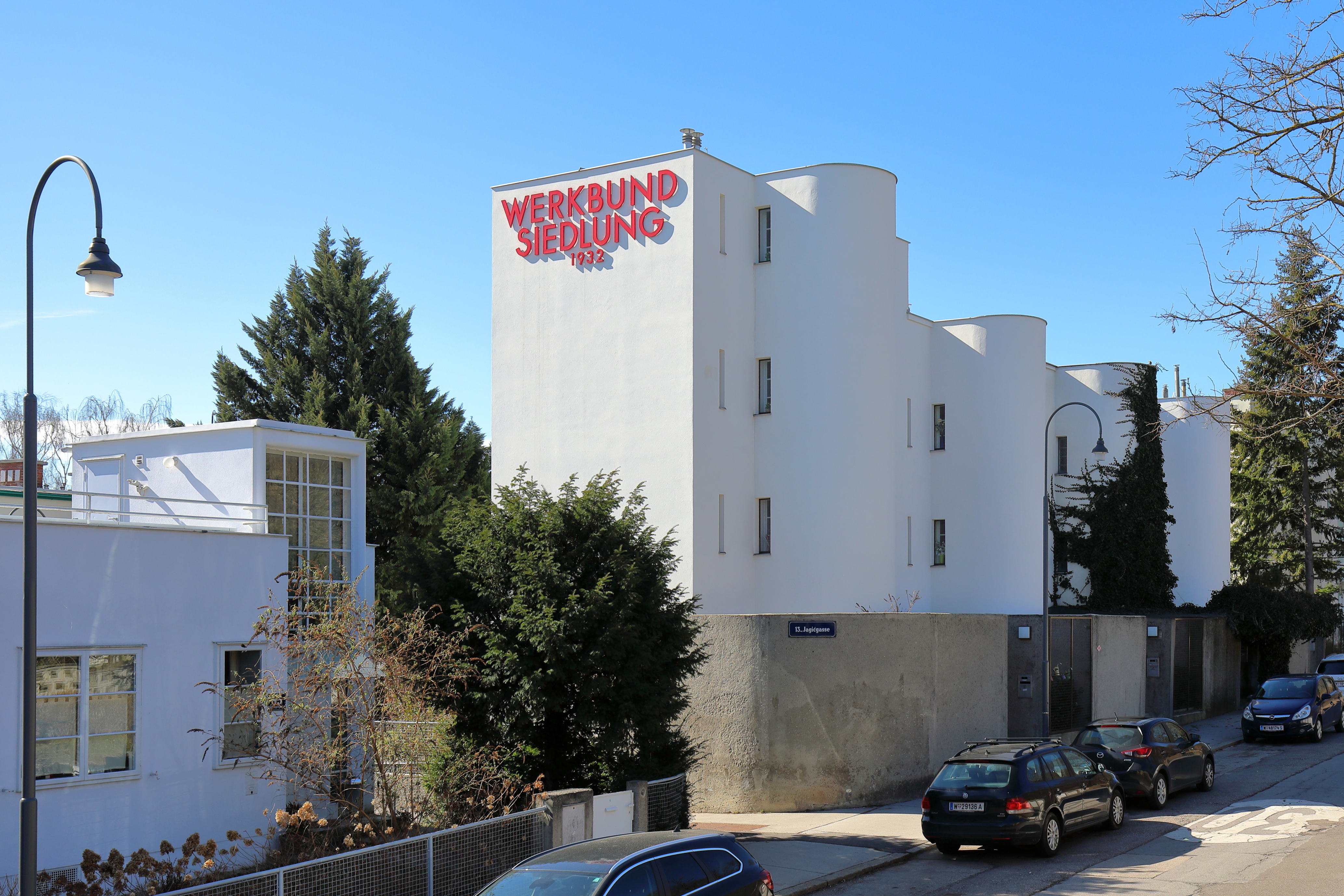
André Lurçat, Wien

Pianificatore del Movimento Moderno. È stato un membro fondatore dei CIAM e attivo nella ricostruzione francese dopo la seconda guerra mondiale anche con piani su vasta scala (piano di ricostruzione della città di Maubeuge 1945-50).
Lurçat ha studiato all'Ecole des Beaux-Arts a Nancy, ha iniziato a costruire una serie di case negli anni venti. Fra le due guerre mondiali ha studiato e indirizzato i principi dell'edilizia residenziale popolare in Francia, spinto anche dal suo impegno politico.